# Mir (modul)

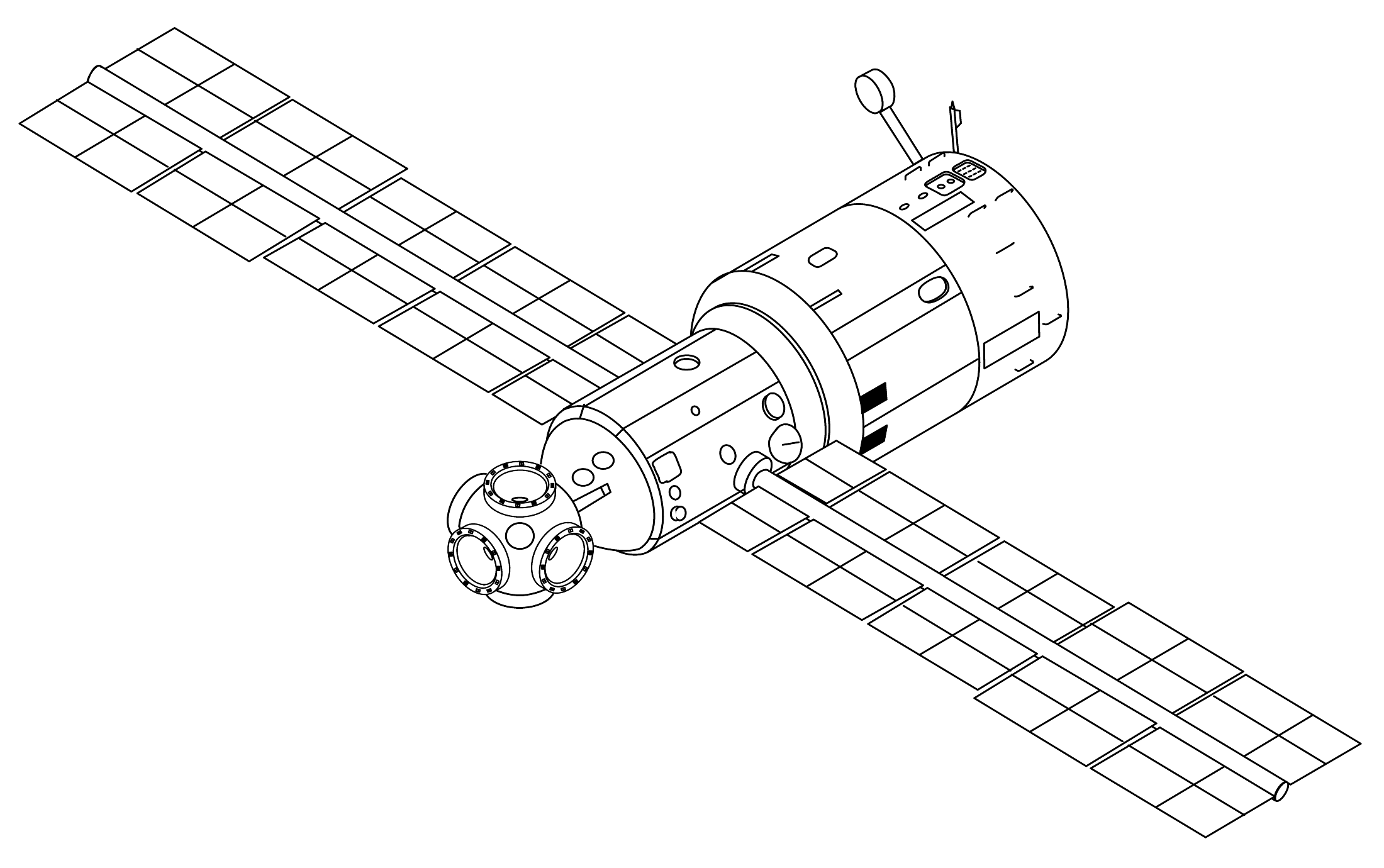
Nákres základního bloku stanice Mir

Řez modulem Mir

Modul Mir či Základní blok, někdy nazývaný jednoduše Mir (v ruštině Мир) je první vypuštěný modul kosmické stanice Mir. Odstartoval 20. února 1986 z kosmodromu Bajkonur s nosnou raketou Proton-K.
Základní blok byl obytný a řídící modul, první modul stanice. Navenek byl podobný svým předchůdcům, stanicím Saljut. Byl dlouhý 13,13 m, jeho maximální průměr byl 4,15 m a při startu vážil přibližně 21 tun. Nejvýraznější rozdíl proti Saljutům představoval kulovitý přechodový úsek s šesti uzly, přičemž jedním z nich byl trvale připojen ke stanici. Tento modul sloužil zároveň jako přechodová komora pro výstup kosmonautů do vesmíru. Z modulu vystupovala dvě křídla solárních panelů s celkovou plochou 75 m², ke kterým se v roce 1987 přidalo dalších 22 m².

## Konstrukce
Konstrukčně se základní blok skládal ze čtyř částí: z přechodového úseku, pracovního úseku, přístrojového úseku a z přechodové komory. Kromě přístrojového úseku byly všechny části hermetizovány. Přechodový úsek měl délku 2,2 metru. Pět volných uzlů sloužilo k připojení dalších modulů stanice.
Za přechodovým úsekem se nacházel pracovní úsek stanice ve tvaru válce s kulovými dny. Délka válcovité části byla 7,67 m, dohromady s polokulovitými dny měřil 8,6 m. Průměr válce navazujícího na přechodový úsek byl menší, než průměr válce, nacházejícího se za ním, aby byl splněn požadavek, že složené solární panely nebudou přesahovat průměr většího válce. Větší válec s průměrem 4,15 metru představoval obytný úsek stanice. V menším válci se nacházel řídící pult, dvě otočná křesla a systémy zajišťující životní podmínky. V obytném úseku byl jídelní stůl, zásoby potravin na dva dny pro dva kosmonauty (před příletem první posádky), tréninková dráha, dvě kóje pro odpočinek posádky a hygienický koutek. Pro lepší orientaci kosmonautů měly stěny odlišné zabarvení: stěna představující ve stavu beztíže podlahu byla tmavozelená a pokrytá kobercem, strop byl bílý a obvodové stěny zelené a žluté.
Na povrchu pracovního úseku se nacházely antény systému rádiového spojení, držadla sloužící kosmonautům pracujícím v otevřeném prostoru, průzory a sluneční čidla.
Pracovní úsek spojovala se zadním pasivním spojovacím uzlem přechodová komora. Obklopoval ji přístrojový úsek. V něm se nacházely agregáty termoregulačního a spojovacího systému, palivové nádrže, nádrže s tlakovacím plynem a motorová sekce. Součástí motorové sekce byly dva hlavní motory s tahem 2,9 kN. Stabilizaci Miru zabezpečovalo 32 malých motorků s tahem po 137,3 N.
Po startu měl základní blok hmotnost 20 400 kg. První posádka jej navštívila 15. března 1986.